# Rockstar Games (сервис)
Rockstar Games (в прошлом — Rockstar Games Social Club, сокр. RGSC) — сервис управления цифровыми правами, а также социальная сеть игровой компании Rockstar Games. Также под этим названием известны игровые онлайн-сервисы (отвечающие за многопользовательскую игру, статистику, достижения, и т. п.), присутствующие в играх компании, начиная с Grand Theft Auto IV.
Перед выходом в 2012 году Max Payne 3 сервис получил серьёзное обновление с добавлением функций социальной сети и системы «банд» (англ. crew), которая позволяет игрокам объединяться в группы и выполнять совместные активности.
Осенью 2023 года было объявлено об отказе от использования бренда Social Club. Это название было повсеместно заменено на Rockstar Games, при этом функционал сервиса не претерпел никаких изменений. С 16 июля 2025 года страница Social Club стала перенаправлять пользователей на основной сайт Rockstar, и ряд возможностей оказался недоступен.

## Игры
| Игра                                     | Дата выпуска     |
| ---------------------------------------- | ---------------- |
| Grand Theft Auto IV                      | 29 апреля 2008   |
| Midnight Club: Los Angeles               | 21 октября 2008  |
| Grand Theft Auto: The Lost and Damned    | 17 февраля 2009  |
| Grand Theft Auto: Chinatown Wars         | 17 марта 2009    |
| Beaterator                               | 29 сентября 2009 |
| Grand Theft Auto: The Ballad of Gay Tony | 29 октября 2009  |
| Red Dead Redemption                      | 18 мая 2010      |
| L.A. Noire                               | 17 мая 2011      |
| Max Payne Mobile                         | 12 апреля 2012   |
| Max Payne 3                              | 15 мая 2012      |
| Grand Theft Auto V                       | 17 сентября 2013 |
| Grand Theft Auto: San Andreas            | 12 декабря 2013  |
| Agent                                    | анонсировано     |
| Grand Theft Auto: Liberty City Stories   | 17 декабря 2015  |
| Bully: Anniversary Edition               | 8 декабря 2016   |
| Red Dead Redemption 2                    | 26 октября 2018  |

## Особенности
Rockstar Games Social Club предоставляет определённые различные функции в зависимости от типа игры. Ниже список возможностей, которые описаны на сайте.

### Grand Theft Auto IV
Примечание: Некоторые функции недоступны, из-за отключения GameSpy в июле 2014 года.
- LCPD Police Blotter — собирает данные всех пользователей GTA IV, и показывает, как много преступлений совершается в каждой части города. Также показывает самые опасные районы Либерти-Сити, популярные оружия и более подробную информацию о преступности города.
- Story Gang — доска истории лидера банды с указанием пользователей, которые прошли одиночную кампанию.
- 100 % Club — похож на Story Gang, но на этот раз отмечает достижения игроков, которые прошли игру на 100 %.
- Hall Of Flame — зал славы, отмечает различные записи и статистику достижений пользователями в игре. Он также содержит личные достижения игроков.
- Liberty City Marathon — ранжирование специальных физических этапов в игре. Есть также конкурсы, основанные на марафонах для этой области Social Club.
- ZIT Music Service — игроки могут помечать песни слышимые во внутриигровых радиостанциях по телефону, набрав номер «ZIT-555-0100». Если имя игрока связано с их учётной записью в Social Club, они смогут получить доступ к списку песен, которые они пометили.
- Multiplayer Leaderboards — 28 мая 2008 года, Rockstar выпустила многопользовательскую часть Social Club. Раздел в настоящее время состоит из ранжирования игроков по сравнению с другими, их оценка, и количество выигранных и проигранных игр.
- The Millionaires Club — статус миллионера определяется путём сложения всех денег, которые вы когда-либо заработали в однопользовательской режиме, завершив миссии, выигрывая гонки, делая побочных заданий, и случайно подбирая «упавшие» деньги на улице. The Millionaires Club запущен 29 июля 2008 года.
- Social Club TV — в PC-версии Grand Theft Auto IV есть видеоредактор, в котором игроки могут редактировать и загружать отснятый материал их игры.

### Midnight Club: Los Angeles
Примечание. Некоторые функции фактически недоступны с момента отключения сервера GameSpy в июле 2014 года.
- Los Angeles Driving Test — отслеживает определённые характеристики игрока по имени игрока в консоли, например, расстояние в колесе и последовательные победы, и включает в себя игровые награды, такие как Audi R8, Hydraulic/Airbags и TIS Modular Rims.
- Gallery — отображает фотографии, сделанные игроком в игре.
- Hollywood Auto Garage — список всех внутриигровых транспортных средств, основанный на самых популярных, самых выигрышных и наиболее управляемых.
- Multiplayer — Игроки могут сравнивать свою статистику и время с другими игроками в каждом событии.
- Player Profile — отображает различные характеристики и имеет настраиваемый экран заголовка пользователя.
- Rate My Ride — Подобно игровому аспекту, игроки могут видеть, как оценивается их транспортное средство, и могут оценивать других в режиме онлайн по загруженным изображениям.
- Tournaments — эта функция позволяет игрокам регистрироваться на турниры с пробным временем. После регистрации игрок может вывести меню турнира из игры и принять участие. Пока что Rockstar вручает призы людям с лучшим временем.
- LAFM — позволяет игрокам слушать и покупать песни, которые они предпочитают в игре.

Rockstar подтвердила, что в работе над игрой есть ещё одна функция Social Club.

### Grand Theft Auto: Chinatown Wars
Примечание. В Nintendo DS и PlayStation Portable все функции практически недоступны с момента отключения сервера GameSpy в июле 2014 года. Функции SocialClub были удалены для портов на iOS/Android.
- Player Stats — позволяет людям просматривать их игровую статистику. Эта функция также позволяет игрокам просматривать статистику своих друзей.
- Mr Wong’s Laundromat — Мини-игра с веб-браузером, в которой игроки могут зарабатывать деньги для использования в Chinatown Wars путем отмывания денег.
- Guardian Lions — Как только игроки заканчивают основную сюжетную линию, в разных областях карты появляются две статуи львов. Как только игрок находит статуи, он может синхронизировать свою игру с Social Club и разблокировать две дополнительные миссии для «Xin».
- Rampage Tracker — Эта функция позволяет игрокам видеть, где находятся все буйства, и их характеристики для каждого буйства.
- Downloads — Особенности обои, мелодии и бумажные модели вещей из игры.
- Fully Cocked — Люди, которые предварительно заказали игру у GameStop или Amazon, получили код, чтобы разблокировать дополнительный бонус для использования в игре. Эта функция позволяет игрокам использовать свои коды.

### Beaterator
Примечание. На PlayStation Portable все функции практически недоступны с момента отключения сервера GameSpy в июле 2014 года.
- Community — Позволяет пользователям находить треки, созданные сообществом. Как только пользователь находит трек, который ему нравится, он может отметить его как избранное, оценить его и загрузить.
- Studio — Позволяет пользователям слушать свои песни, просматривать их избранные, видеть, кто подписан на них, следить за другими пользователями, проверять их очередь загрузки и устанавливать свои песни для общественности.

### Red Dead Redemption
Примечание: Некоторые функции недоступны, из-за отключения GameSpy в июле 2014 года..
- The Blackwater Ledger — Динамичное общественное издание внутриигровой газеты информирует членов Social Club обо всех новостях, которые можно печатать. Ежедневно сообщая из Нью-Остина, Нуэво-Париасо и Уэст-Элизабет, Леджер записывает, кто получил самые высокие награды, какие самые популярные продукты покупают у местных торговцев, сколько людей обманули в покер в тот день и многое, многое другое.
- Stats — Ведите тщательные записи о вашем прогрессе в игре и зарабатывайте эти права хвастовства. My Stats позволяет вам отслеживать различную информацию, от того, насколько хорошо вы выполнили задания для одного игрока, до обширной статистики производительности многопользовательской игры. Функции также позволяют сравнивать статистику с друзьями из Social Club.
- Multiplayer — Отслеживайте подробности своей многопользовательской онлайн-карьеры. Просматривайте глобальные списки лидеров многопользовательской игры и улучшайте свою игру, изучая индивидуальную статистику.
- Trophies — Отслеживайте каждый заработанный трофей и сравнивайте его с друзьями из Social Club.
- 100 % — Исключительно в Rockstar Social Club завершители в поиске 100 % Red Red Redemption могут использовать подробное руководство, чтобы точно узнать, что они разблокировали — и что осталось, вместе с информацией, советами и легендой карты, чтобы помочь вам на вашем пути.

### L.A. Noire
- Accomplishments — Социальный клуб поможет вам отследить ваши успехи и покажет, какие достижения и призы вы достигли и когда вы и ваши друзья завершили, а также — наряду с эксклюзивными советами по игре, к которым вы можете получить доступ для таких сложных.
- Ask The Community — При опросе любых лиц, представляющих интерес, вам будет предложено определить обоснованность их заявлений. Игроки, подключенные онлайн, которые хотят получить внутренний совет, могут зарабатывать и тратить специальные интуитивные баллы ограниченного использования, чтобы воспользоваться функцией социального клуба «Спроси сообщество». «Спросите сообщество» — это особая функция типа «спасательный круг», которая позволяет вам увидеть, какие решения другие игроки приняли, столкнувшись с тем же перекрестком, что и детектив, с помощью отображения процентов того, что другие члены Социального клуба выбрали в этой ситуации. Очки интуиции в дефиците, поэтому не забывайте тратить их с умом, используя подобные игровые советы.
- Case Tracker — Вы сможете получить доступ к своей записной книжке детектива в любое время в Интернете через Социальный клуб, чтобы просмотреть подсказки, результаты, записи подозрительных допросов и многое другое. Фактически все, что записано в вашем ноутбуке в игре, будет отражено, когда вы войдете в раздел LA Noire на веб-сайте Social Club — так что вы всегда можете быть в курсе дела и участвовать в расследовании, находясь вдали от консоли на работе, в школе. или в любом месте онлайн в любое время.
- Checklist — Любимая фанатами функция 100 % Checklist, которую члены Social Club любили за Red Dead Redemption, вернулась в LA Noire и усовершенствована по этому случаю — с возможностью отслеживать каждый последний кусочек действия, которое потребуется для достижения желаемой 100 % отметки завершения. , От закрытых дел, до уличных преступлений, найденных достопримечательностей и киноленты и всего остального, что нужно — Контрольный список будет отслеживать ваш текущий прогресс, а также позволит сравнивать ваши успехи с друзьями из Социального клуба по каждому пункту. , Наша динамичная карта Лос-Анджелеса также поможет вам найти некоторые предметы, которые вам могут понадобиться при поиске.
- Statistics — Все подробные игровые характеристики, которых ожидали члены Social Club, стали богаче и надежнее, чем когда-либо. Статистика игры L.A. Noire в Social Club будет включать в себя должным образом визуализированные данные с официальными диаграммами департамента полиции и графиками, анализирующими вашу личную эффективность, точность, скорость и многие другие ключевые детективные способности. Каждую статистику также можно напрямую сравнить с друзьями из Social Club за права похвастаться.

### Max Payne 3
- Checklist — изучите весь Max Payne 3, отслеживайте свою сюжетную линию, повторы в аркадном режиме и коллекционные предметы.
- Match Reports — просмотр сведений о недавно сыгранных матчей и его сравнения с показателями других игроков.

### Grand Theft Auto V (GTA 5)
- BAWSAQ — посмотрите, как колеблются цены на акции игровых компаний в режиме реального времени.
- Criminal Record — предоставляет криминальную запись каждого персонажа.
- Mini Games — оцените ваше выступление против всего сообщества по выделенным мини-играм лидеров.
- Snapmatic — насладитесь последними снимками от друзей в Social Club в GTA V и GTA форуме*.
- Barber Shop — новые вещи для редактирования главных героев.
- Stat Checking — Пользователи могут проверить свою статистику Grand Theft Auto: Online и сравнить их с друзьями.
- Custom Jobs — В Grand Theft Auto Online игроки могут создавать и публиковать свои собственные спички и расы, созданные для других пользователей, для загрузки и игры другими членами Social Club.
- Crews — В Grand Theft Auto Online игроки могут создавать и публиковать свои собственные спички и расы, созданные для других пользователей, для загрузки и игры другими членами Social Club.

### Bully: Anniversary Edition
- Trophies — Отслеживайте каждый заработанный трофей и сравнивайте его с друзьями из Social Club.

## Комментарии
1. ↑  Название Social Club отсылает к организованной преступности, в кругах которой этот термин означает место встречи или убежище.
2. 1 2 3 4 5 6 7 8 9  Поскольку сервер GameSpy был отключен в июле 2014, некоторые или все функции недоступны.
3. ↑  Не доступен на устройствах iOS.